# Бингам, Юджин
Юджи́н Кук Би́нгам (8 декабря 1878 — 6 ноября 1945) — американский химик, профессор и заведующий кафедрой химии в Лафайет Колледж (Истон, Пенсильвания, США).

## Биография
Бингам окончил колледж в своём родном штате, с 1899 по 1905 год учился в университете Джонса Хопкинса, где стал доктором наук. Непродолжительное время он учился в университетах Берлина, Лейпцига и Кембридже. С 1906 по 1915 год был профессором химии в колледже Ричмонда в штате Вермонт. Затем до 1916 года он работал в качестве помощника физика Агентства США по стандартизации, где занимался исследованием вязкого течения.
Бингам внёс значительный вклад в реологию, он первым ввёл термин «реология» (вместе с Маркусом Райнером). Он был пионером как в теории, так и в практике реологии. В 1921 году Бингам был награждён почётной грамотой Института Франклина (Пенсильвания, США) за его вискозиметр переменного давления. Тип неньютоновской жидкости, известной как «пластик Бингама», или модель Бингама, назван в его честь. Также его имя носит число Бингама — мера отношения сил пластичности и сил трения. В 1906—1914 годах Бингам написал серию очерков на темы вязкости и текучести, в 1916 году вышло его эссе, посвящённое пластическому течению. После дальнейших публикаций по этим темам и соответствующих исследований в 1922 году была опубликована его самая известная работа — «Текучесть и пластичность».
Общество реологии ежегодно проводит награждение медалью Бингама начиная с 1948 года. Как председатель метрического комитета Американского химического общества он проводил агитацию в США за внедрение метрической системы. Он также участвовал в прокладке Аппалачской тропы.

## Публикации
- Journal of Industrial and Engineering Chemistry (1914) vol. 6(3) pp. 233–237: A new viscometer for general scientific and technical purposes
- Journal of Physical Chemistry (1914) vol. 18(2) pp. 157–165: The Viscosity of Binary Mixtures
- Fluidity and Plasticity (1922) McGraw-Hill (Internet Digital Archive)
- Journal of Physical Chemistry (1925) vol. 29(10) pp. 1201–1204: Plasticity
- Review of Scientific Instruments (1933) vol. 4 p. 473: The New Science of Rheology
- Journal of General Physiology (1944) vol. 28 pp. 79–94, pp. 131–149 [Bingham and Roepke], (1945) vol. 28 pp. 605–626: The Rheology of Blood